# Poa pilcomayensis
Poa pilcomayensis là một loài cỏ trong họ hòa thảo, thuộc chi poa.